# Grupo do nitrogênio
O grupo do nitrogênio é o décimo quinto (15) grupo da tabela periódica. Como todos os elementos dessa família, possui 5 elétrons na camada de valência. Eles são ocasionalmente chamados de pnictogênios ou pnictogênicos, palavras derivadas do grego que significam "sufocar".  No grupo há uma transição clara do caráter não metálico para metálico quando se percorre a família de cima para baixo.
O grupo consiste dos elementos:
- Nitrogênio (N)
- Fósforo (P)
- Arsênio (As)
- Antimônio (Sb)
- Bismuto (Bi)
- Moscóvio (Mc)